# NGC 1875
NGC 1875 est une vaste galaxie lenticulaire relativement éloignée et située dans la constellation d'Orion. NGC 1875 a été découvert par l'astronome allemand Albert Marth en 1863.

## Caractéristiques
Sa vitesse par rapport au fond diffus cosmologique est de 9 004 ± 30 km/s, ce qui correspond à une distance de Hubble de 132,8 ± 9,3 Mpc (∼433 millions d'al).
NGC 1875 est peut-être une galaxie à noyau actif (AGN ?).

## Groupe de Hickson 34 et Arp 327
Avec les galaxies voisines de faible magnitude, NGC 1875 a été inscrit au catalogue d'Halton Arp sous la cote ARP 327. NGC 1875 figure aussi une galaxie faisant partie du Groupe compact de Hickson 34 dont elle est le principal membre. L'image ci-dessous montre la position des autres membres du groupe.

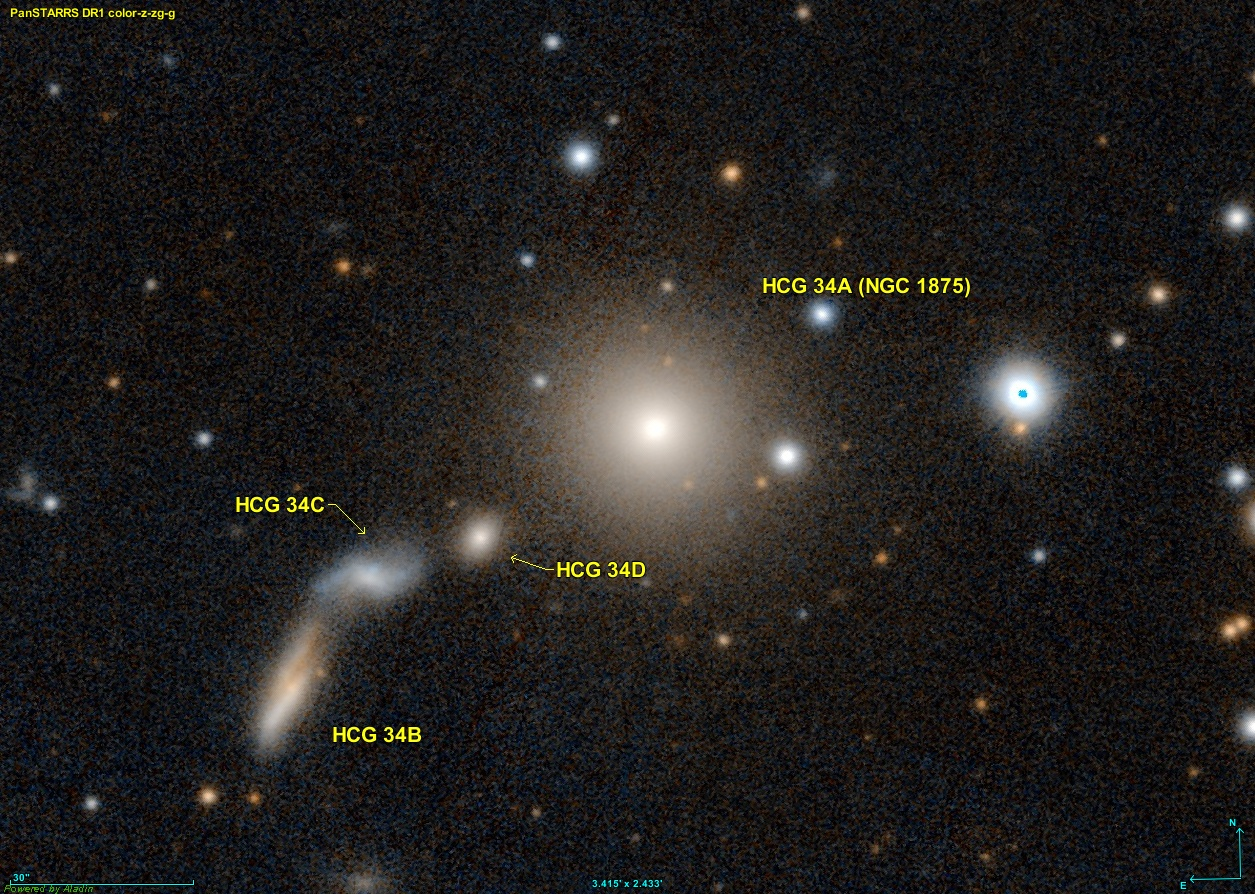
NGC 1875 et le groupe compact de Hickson 34.